# Jungermannia nilgiriensis
Jungermannia nilgiriensis là một loài Rêu trong họ Jungermanniaceae. Loài này được A. Alam, Ad. Kumar & S.C. Srivast. mô tả khoa học đầu tiên năm 2007.